# کرزوک
کرزوک (به انگلیسی: Karzok) یک منطقهٔ مسکونی در هند است که در بخش لیهه واقع شده‌است. کرزوک ۱٬۲۹۱ نفر جمعیت دارد و ۴٬۵۹۵ متر بالاتر از سطح دریا واقع شده‌است که به عنوان بلندمرتبه‌ترین سکونتگاه هند و سومین سکونتگاه بلند مرتبهٔ جهان شناخته می‌شود.